# Naprom
Naprom – wieś w Polsce położona w województwie warmińsko-mazurskim, w powiecie ostródzkim, w gminie Ostróda. W latach 1975–1998 miejscowość administracyjnie należała do województwa olsztyńskiego.
W okolicy stwierdzono ślady kultury amfor kulistych (przewaga hodowli bydła nad uprawą zbóż). W Napromie odnaleziono tzw. groby skrzynkowe. We wsi znajduje się pomnik poległych w czasie I wojny światowej. Działa Ochotnicza Straż Pożarna.

## Historia
W czasach krzyżackich wieś pojawia się w dokumentach w roku 1334, podlegała pod komturię w Ostródzie, były to dobra rycerskie o powierzchni 32 włók. W 1334 r. Prus Naprom Gaylin ze swym przyjacielem Jakubem nadali Janowi i jego spadkobiercom 32 włók w Napromie, jako wsi czynszowej. Nowi osadnicy wraz z nadaniem otrzymali 11 lat wolnizny. Dane z 515 roku informują, że mieszkający tu Prusowie zobowiązani byli do służby zbrojnej z 20 włók (można wnioskować wieś, że była to wieś pruska. W 1540 r. mieszkało tu 17 wolnych pruskich, ponadto kowal i karczmarz. W 1551 r. książę Albrecht nadał wieś Naprom, liczącą 40 włók Jerzemu Kalksteinowi, w zamian za odstąpiona ziemię w Lubajnach i Lipowie. W końcu XVI w. Naprom należał do parafii w Smykowie.
W XVI wieku Naprom należał do Jerzego, Quirina, Zygmunta i Samsona Kalkstenów. Z dokumentów z roku 1733 dowiadujemy się, że zmarł kapitam A;brecht Kruszewski, posiadający ziemie w Mapromie (18,5 włóki), Napromku i Nastajkach. W 1768 r. Józef Albrecht Olszewski kupił 9 włók i 90 mórg ziemi z części należącej do majątku Kalksteinów. Te ziemię później nabył generał Fryderyk Ludwik Erbtrucses zu Waldburg. W 1783 r. majątek ziemski oraz wieś łącznie obejmowały 18 domów. W 1851 r. majątek liczył 2676 mórg ziemi, mieszkało w nim 254 osoby. W 1880 wieś była zamieszkana przez 164 osoby a majątek przez 155.
W czasie plebiscytu w 1920 r. za polską padło wiele głosów (w Napromku jeszcze więcej). W 1939 r. w Napromie (majątek i wieś łącznie) mieszkały 262 osoby.
W 1949 r. powstała we wsi Ochotnicza Straż Pożarna.